# Чурилова, Елена Егоровна
Елена Егоровна Чурилова (15 июля 1925—2013) — работница сельского хозяйства, свинарка, Герой Социалистического Труда (1971).

## Биография
Родилась в с. Вышний Реутец Обоянского уезда Курской губернии (ныне Медвенский район Курской области). Жила там же.
С 1948 года работала в родном селе на свиноферме совхоза «Реутчанский» Медвенского (в 1963—1970 Обоянского) района.
В годы восьмой пятилетки (1966—1970) получала от каждой основной свиноматки 26-27 поросят в год, от разовых — по 8, а всего за 5 лет вырастила 3000 поросят.
Герой Социалистического Труда (Указ Президиума Верховного Совета СССР от 8 апреля 1971 года).
С 1976 года на пенсии, жила в родном селе.